# Matias Skard
Matias Olsen Skard, född den 28 maj 1846, död den 28 juli 1927, var en norsk skolman, bror till Johannes Olsen Skar, far till Bjarne, Eiliv och Sigmund Skard.
Skard, som var föreståndare för Vonheims folkhögskola 1884–1891 och 1901 blev skoldirektör i Kristiansands stift, var ivrig anhängare av landsmålsrörelsen och som sådan 1882–1887 medlem av den för Nya testamentets översättning till landsmål tillsatta kommissionen, vars arbete han till stor del ombesörjde. 
På landsmål författade han bland annat en översättning av Schillers Wilhelm Tell (1872), 100 salmar, gamle og nye (1904) och Nynorsk ordbok for retskriving og literalurlesnad (1912). Av hans arbeten på riksmål märks Jesuiterskolen (1894)
och Skolens historie (1894; 2:a upplagan 1906).